# پناهندگی سیاسی
پناهندگی سیاسی برپایهٔ مادهٔ چهاردهم از اعلامیهٔ حقوق بشرِ ژنو، اگر شخصی مورد تعقیب و پیگردِ دولت یا یک گروه قرار گرفته باشد، حقّ پناهندگی را در کشورِ دیگر دارد؛ بنابراین آن‌عده از افرادِ سیاسی که مخالفِ دولت یا گروهی خاص هستند و موردِ پیگرد و تعقیب قرار گرفته و جانِ آن‌ها در خطر باشد، حقّ پناهندگی سیاسی را دارند. در افغانستان در سال ۱۳۵۷ به جز حزب خلق، اعضا دیگر احزاب سیاسی مورد پیگرد و تحت تعقیبِ پلیس قرار داشتند.